# Steinhorst (Lauenburg)
Steinhorst település Németországban, Schleswig-Holstein tartományban. Lakosainak száma 582 fő (2023. december 31.).

## Népesség
A település népességének változása:
| Lakosok száma | 400  | 582  | 578  | 571  | 567  | 582  |
|               | 1975 | 2017 | 2019 | 2021 | 2022 | 2023 |